# Sigmund Bleibtreu
Sigmund Bleibtreu, auch Sigismund Bleibtreu (12. Februar 1819 in Friesach – 28. April 1894 in Wien) war ein österreichischer Theaterschauspieler, Offizier und Maler.

## Leben
Bleibtreu war ursprünglich für den Soldatenberuf bestimmt und zu diesem Zweck in das militärische Erziehungsinstitut in Klagenfurt eingereiht. 1841 verließ er dasselbe als Kadett, diente in der Armee, wurde Offizier und kämpfte 1848/49 unter Josef Radetzky, schied jedoch 1851 aus, um sich ein Jahr später, nach kurzer Vorbereitung, dem Schauspielerberuf zu widmen. Er debütierte als „Wilhelm“ in Fest der Handwerker.
Als 1859 sein Vaterland bedroht erschien, diente er als Ulanen-Standartenträger, und kehrte erst nach beendetem Feldzug (Sardinischer Krieg) zur Bühnentätigkeit zurück. Im Deutschen Krieg  nahm Bleibtreu als Unterleutnant 2. Classe (Leutnant) im Infanterie-Regiment Nr. 36 an der Schlacht bei Custozza (1866) teil. Für besondere Tapferkeit vor dem Feind erhielt er die Große Silberne Tapferkeitsmedaille (Silberne Tapferkeitsmedaille I. Klasse). Nach beendetem Feldzug quittierte er ohne Beibehaltung der Offizierscharge den Dienst und kehrte wieder zum Schauspielerberuf zurück.
Er war in Marburg, Olmütz, Preßburg und Prag engagiert, kam 1871 als Regisseur ins Josefstädtertheater, wurde später Mitglied des Karl- und Ringtheaters und nach dem Ringtheaterbrand in den Verband des Hofburgtheaters aufgenommen.
Verheiratet war er mit der Schauspielerin Amalie Bleibtreu, seine Töchter Hedwig Bleibtreu und Maximiliane Bleibtreu wurden ebenfalls Schauspielerinnen.
Sigmund Bleibtreus Urenkelin Monica Bleibtreu (1944–2009) war eine profilierte Theaterschauspielerin. Deren Sohn Moritz (* 1971) ist ein bekannter Filmschauspieler.

## Auszeichnungen
- Silberne Tapferkeitsmedaille I. Klasse (1866)